# محمد وکیلی
محمد زند وکیلی (زاده ۱۳۳۶ در تهران)، استاندار سابق استان سمنان است. وی دارای مدرک کارشناسی ارشد مدیریت و برنامه‌‏ریزی از دانشگاه شیراز است. گرایش سیاسی وکیلی بیشتر به سمت اصولگرایان سنتی است. 
وکیلی پیش از این معاون وزارت کار و امور اجتماعی و فرماندار تهران، شیراز، اراک، خرم‌آباد، بروجرد و ملایر و شهردار شهر مشهد، شیراز و قم بوده‌است.

## سوابق اجرایی و دانشگاهی
محمد وکیلی، مسئولیت‏‌هایی چون معاونت و مشاور وزارت کار و امور اجتماعی، مشاور معاون عمرانی وزارت کشور، مدیر کلی بودجه کمیته امداد امام خمینی و عضویت هیئت مدیره شرکت توسعه سپهر تهران را داشته‌است.
او همچنین، مشاور عمرانی و مدیر کلی امور هماهنگی اقتصادی استانداری خراسان، مسئول امور اقتصادی و هماهنگی استانداری خراسان، عضو ستاد مشترک اقتصادی خراسان و لبنان، مسئول تأسیس بازارچه‌‏های مرزی استان خراسان بوده‌است.
از سوابق دانشگاهی وی می‌توان به تدریس در دانشگاه‌های علمی کاربردی قم، پیام نور، آزاد اسلامی و پردیس قم اشاره کرد.

## استانداری سمنان
محمد وکیلی از میان گزینه‌های متعدد، سرانجام در ۱۴ مهر ۱۳۹۲ به عنوان استاندار سمنان در دولت یازدهم معرفی شد.
سرانجام، مجمع نمایندگان استان سمنان در نهایت بر روی سه گزینه توانستند اجماع نظر کنند که شامل محمد وکیلی، علی عبداللهی معاون سابق وزیر کشور و استاندار سابق سمنان و عبدالعلی صاحب‌محمدی مدیرعامل سابق راه‌آهن جمهوری اسلامی ایران بودند که از میان آن‌ها محمد وکیلی انتخاب شد.
محمد وکیلی روز ۲۷ آبان ماه ۱۳۹۴ از استانداری سمنان برکنار شد و محمدرضا خباز جایگزین وی گردید.